# バプスク (ウッチ県)
バプスク（Babsk, [bapsk]）は、ポーランド中部のウッチ県、ラヴァ郡、Gmina Biała Rawskaにある村である。バプスクはビャワ・ラフスカBiała Rawskaから北西11キロメートル (7 mi)に位置しており、ラヴァ・マゾヴィエツカRawa Mazowieckaから北東11 km (7 mi)に位置している。および県都ウッチから62 km (39 mi)東に位置している。
この村の人口は690人。14世紀にこの村は作られた。